# حصن المضيبي
حصن المضيبي ، يقع في ولاية المضيبي بسلطنة عمان ، ويعد هذا الحصن من الحصون العالمية وقد كتب ذلك الكاتب المشهور ناصر القنوبي المعروف براعي عرجة.